# Olaf Scholz
Olaf Scholz (phát âm tiếng Đức: [ˈoːlaf ˈʃɔlts]; sinh 14 tháng 6 năm 1958) là chính trị gia người Đức, là thủ tướng Đức từ ngày 8 tháng 12 năm 2021 đến ngày 6 tháng 5 năm 2025. Trước đó ông giữ chức Phó Thủ tướng Đức và Bộ trưởng Tài chính Liên bang Đức từ ngày 14 tháng 3 năm 2018. Ông từng giữ chức Thị trưởng (thủ hiến) thành bang Hamburg từ năm 2011 đến 2018 và Phó Chủ tịch Đảng Dân chủ Xã hội Đức (SPD) từ năm 2009 đến 2019.

## Thiếu thời
Olaf Scholz sinh ngày 14 tháng 6 năm 1958 tại Osnabrück, Niedersachsen, nhưng về sau chuyển đến sinh sống tại phường Rahlstedt, quận Wandsbek, Hamburg và dành quãng đời niên thiếu của mình tại đây. Ông là con cả trong một gia đình có 3 anh em trai, người em thứ hai là Jens Scholz, bác sĩ khoa gây mê và đồng thời là Giám đốc điều hành của Trung tâm Y tế Đại học Schleswig Holstein, Kiel, trong khi em út là Ingo Scholz, giám đốc một công ty công nghệ có trụ sở tại Hamburg. Olaf Scholz ban đầu theo học tại Trường Tiểu học Bekassinenau tại Oldenfelde, nhưng về sau chuyển sang Trường Tiểu học Großlohering tại Großlohe. Sau khi tốt nghiệp chương trình trung học phổ thông vào năm 1977, ông bắt đầu học luật tại Đại học Hamburg vào năm 1978. Sau khi ra trường, ông trở thành một luật sư chuyên về luật lao động.

## Sự nghiệp chính trị
Scholz gia nhập Đảng Dân chủ Xã hội Đức vào năm 1975 khi còn là học sinh trung học phổ thông và hoạt động trong Jungsozialisten (Juso) – tổ chức thanh thiếu niên của đảng này. Trong giai đoạn 1982–1988, ông giữ cương vị phó chủ tịch của Jungsozialisten phạm vi toàn quốc. Từ năm 1987 đến 1989, ông cũng từng là phó chủ tịch Liên đoàn Thanh niên Xã hội Quốc tế. Trong khoảng thời gian hoạt động trong đoàn thanh niên Juso, Scholz bày tỏ quan điểm ủng hộ dành cho nhóm Freudenberger Kreis – một tổ chức theo Chủ nghĩa tư bản độc quyền nhà nước trực thuộc Juso-Hochschulgruppen (Tổ chức sinh viên của Juso). Trong một bài viết đăng tải trên một tạp chí chủ nghĩa xã hội mà Scholz chắp bút trong thời kỳ này, ông đã chỉ trích một NATO "hung hăng và chủ nghĩa đế quốc", đồng thời mô tả nước Đức là "đại bản doanh của đại tư bản châu Âu".
Scholz đại diện cho khu vực Hamburg Altona trong Bundestag giữa 1998 và 2001 cũng như giữa 2002 và 2011. Từ 5 tới tháng 10 năm 2001, Scholz là Bộ trưởng Bộ Nội vụ Hamburg dưới quyền thị trưởng Ortwin Runde và từ 2002 tới 2004 ông là tổng thư ký SPD; ông từ chức chức vụ này khi thủ tướng Gerhard Schröder, đối mặt với sự bất mãn trong đảng của chính mình và bị ảnh hưởng bởi các thăm dò công khai liên tục thấp, thông báo rằng ông sẽ từ chức Chủ tịch Đảng Dân chủ Xã hội.

## Thủ tướng Đức (2021-2025)

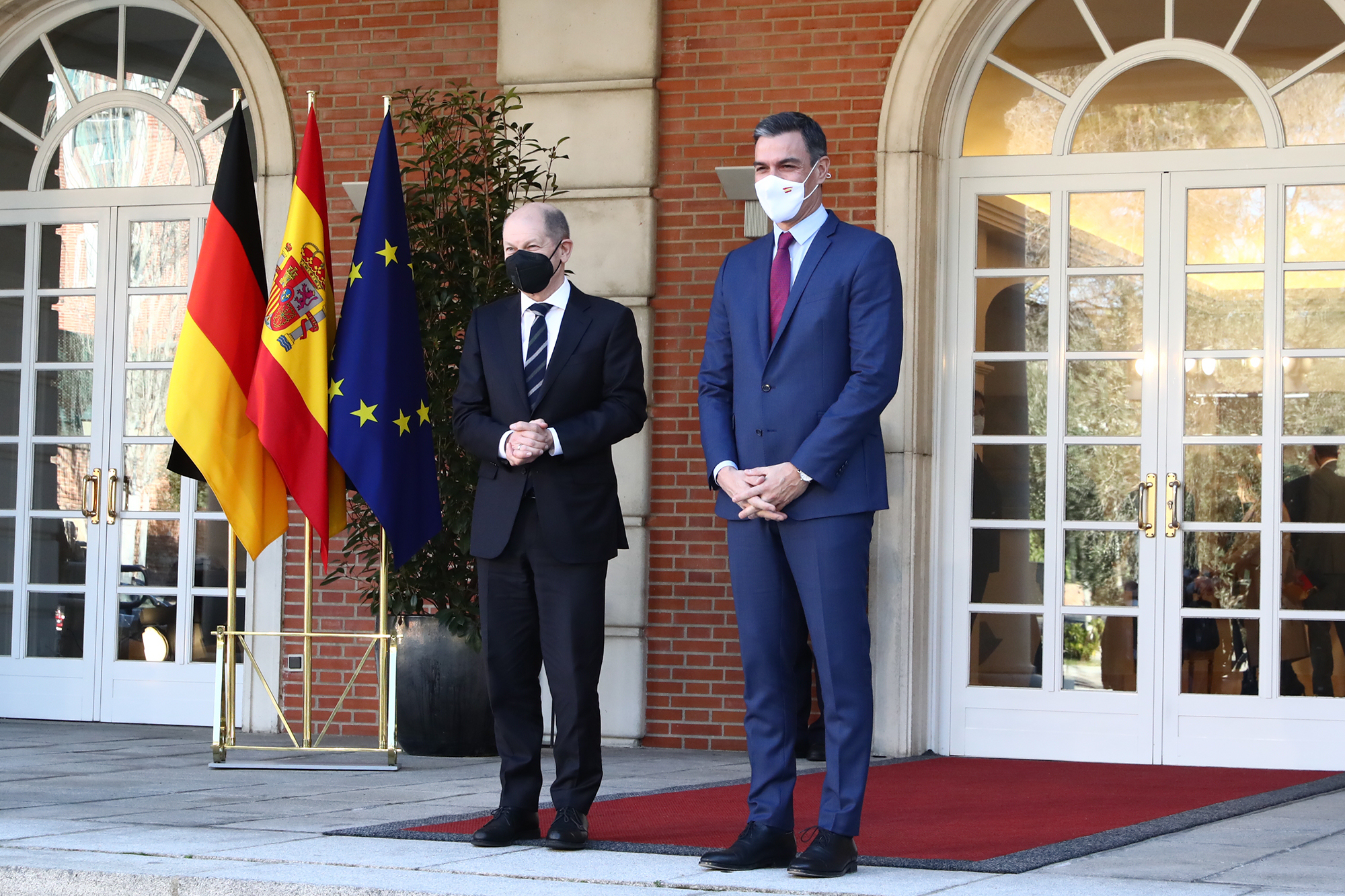
Ông Scholz với Thủ tướng Tây Ban Nha Pedro Sánchez, 17 tháng 1 năm 2022

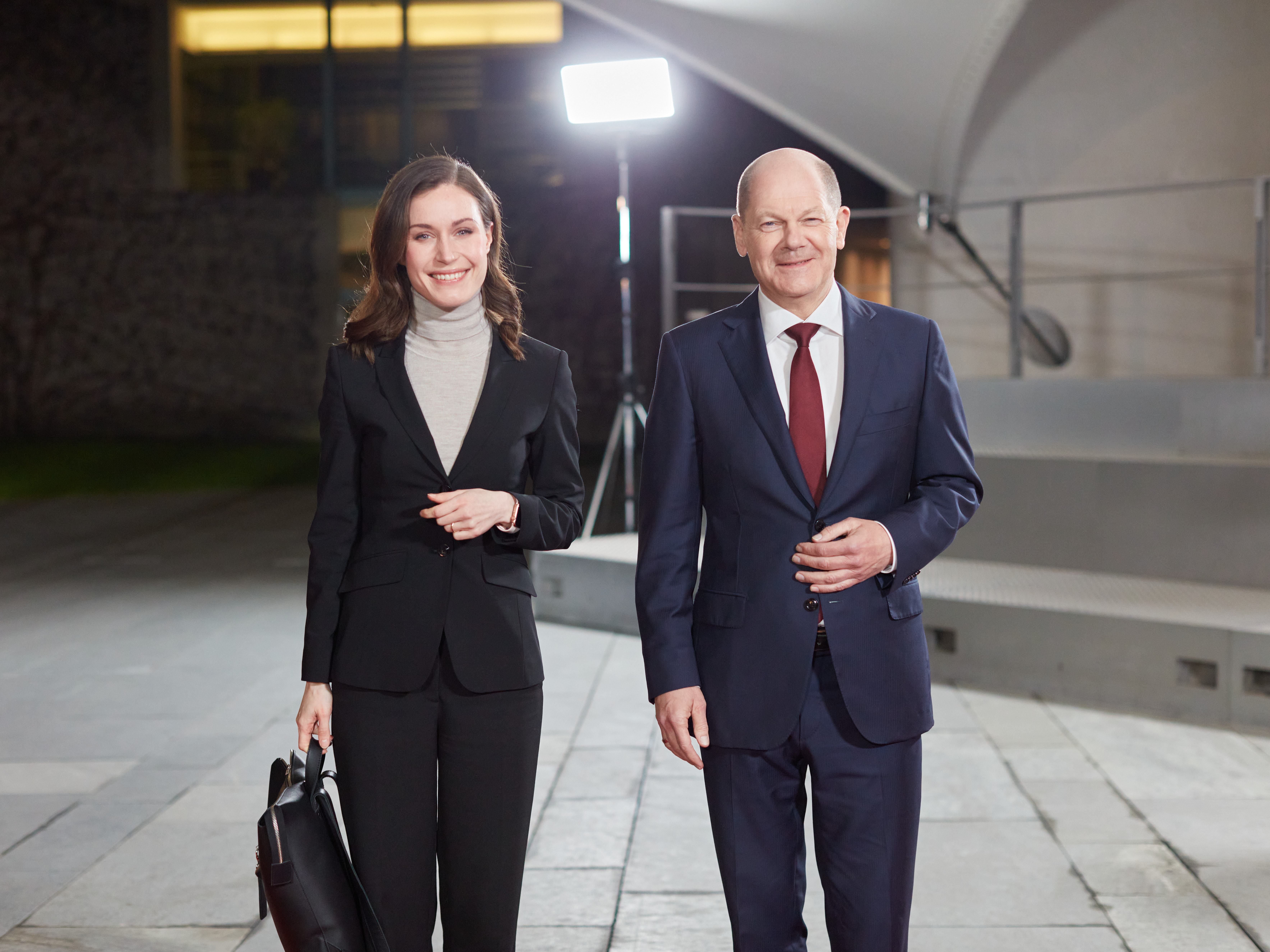
Scholz và Thủ tướng Phần Lan Marin năm 2022

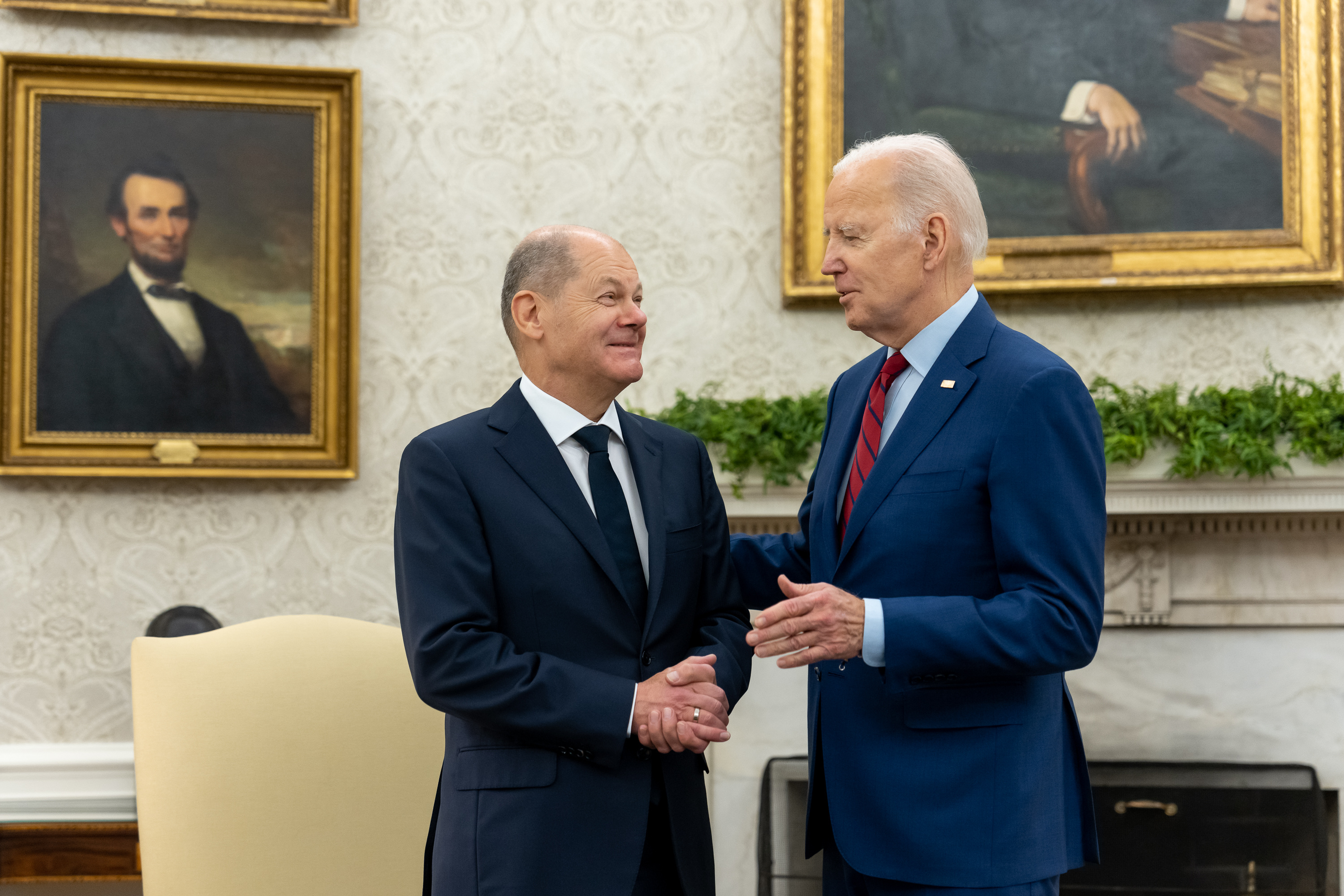
Scholz gặp Tổng thống Hoa Kỳ Biden vào tháng 3 năm 2023.

Scholz được Hạ viện bầu làm Thủ tướng vào ngày 8 tháng 12 năm 2021, với 395 phiếu ủng hộ và 303 phiếu chống. Chính phủ mới của ông được bổ nhiệm cùng ngày bởi Tổng thống Frank-Walter Steinmeier. Ở tuổi 63, 177 ngày tuổi, Scholz là người cao tuổi nhất trở thành Thủ tướng Đức kể từ khi Ludwig Erhard 66 tuổi, 255 ngày tuổi khi ông nhậm chức vào ngày 17 tháng 10 năm 1963.
Scholz đến Warsaw vào tháng 12 năm 2021 để hội đàm với Thủ tướng Ba Lan Mateusz Morawiecki. Họ đã thảo luận về đường ống dẫn khí Nord Stream 2, sẽ đưa khí đốt của Nga dưới Biển Baltic đến Đức, vượt qua Ba Lan và tranh chấp của Ba Lan với EU về pháp quyền và tính ưu việt của luật pháp Liên minh châu Âu. Scholz ủng hộ những nỗ lực của Ba Lan nhằm ngăn chặn dòng người di cư đang tìm cách nhập cảnh từ Belarus.
Vào ngày 22 tháng 2 năm 2022, Scholz thông báo rằng Đức sẽ ngừng phê duyệt đường ống Nord Stream 2 để đáp lại việc Nga công nhận hai nước cộng hòa ly khai tự tuyên bố ở Ukraine. Scholz phản đối việc cho phép EU cắt Nga khỏi hệ thống thanh toán liên ngân hàng toàn cầu SWIFT. Tuy nhiên, vào ngày 27 tháng 2, trong một cuộc họp khẩn cấp của Quốc hội, Scholz đã có một bài phát biểu lịch sử tuyên bố đảo ngược hoàn toàn chính sách đối ngoại và quân sự của Đức, bao gồm việc vận chuyển vũ khí đến Ukraine và tăng đáng kể ngân sách quốc phòng của Đức.
Vào tháng 6 năm 2022, Scholz nói rằng chính phủ của ông vẫn cam kết loại bỏ dần điện hạt nhân mặc dù giá năng lượng tăng và Đức phụ thuộc vào nhập khẩu năng lượng từ Nga. Cựu Thủ tướng Angela Merkel cam kết Đức sẽ ngừng cung cấp điện hạt nhân sau thảm họa hạt nhân Fukushima.
Ngành công nghiệp sử dụng nhiều năng lượng của Đức và các nhà xuất khẩu của Đức đã bị ảnh hưởng đặc biệt nặng nề bởi cuộc khủng hoảng năng lượng toàn cầu đến năm 2021. Scholz nói: "Tất nhiên chúng tôi biết, và chúng tôi biết, tình đoàn kết của chúng tôi với Ukraine sẽ dẫn đến hậu quả." Vào ngày 29 tháng 9 năm 2022, Đức đã trình bày một kế hoạch trị giá 200 tỷ euro để hỗ trợ ngành công nghiệp và hộ gia đình.
Vào tháng 8 năm 2022, Scholz bày tỏ sự không đồng tình với lời nói của nhà lãnh đạo Palestine Mahmoud Abbas, người đã so sánh đối xử với người Palestine của Israel với "phân biệt chủng tộc" ở Nam Phi.

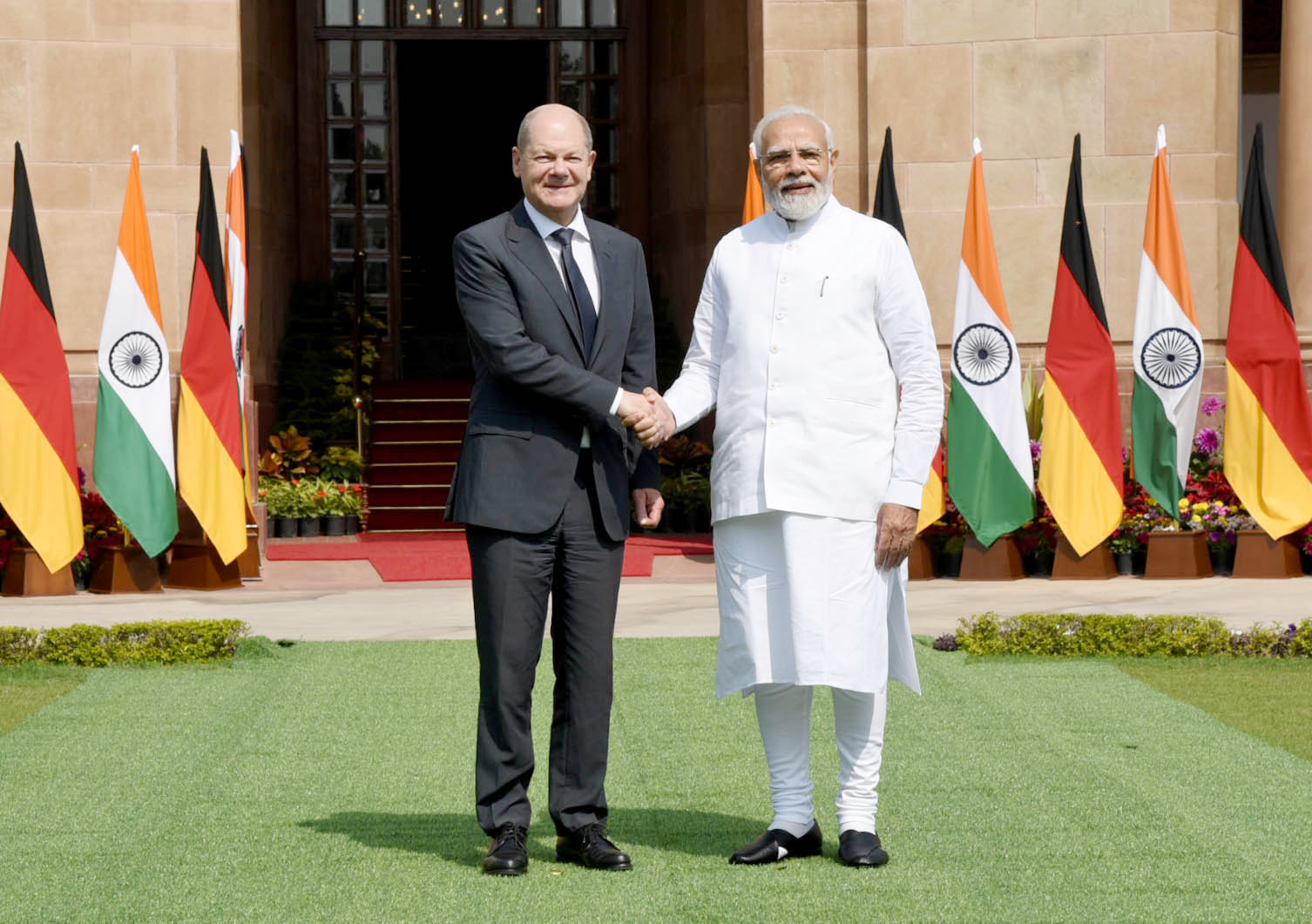
Scholz với Thủ tướng Ấn Độ Narendra Modi tại New Delhi, Ấn Độ vào ngày 25 tháng 2 năm 2023

công nghiệp Đức và các nhà xuất khẩu Đức sử dụng nhiều năng lượng đã bị ảnh hưởng đặc biệt nặng nề bởi cuộc khủng hoảng năng lượng toàn cầu hiện nay năm 2021. Scholz nói: "Tất nhiên chúng tôi biết và chúng tôi biết rằng sự đoàn kết của chúng tôi với Ukraine sẽ gây ra hậu quả." Vào ngày 29 tháng 9 năm 2022, Đức đã trình bày kế hoạch trị giá 200 tỷ euro để hỗ trợ ngành công nghiệp và hộ gia đình.
Vào ngày 14 tháng 3 năm 2023, Scholz gặp Tổng thống Azerbaijan Ilham Aliyev tại Berlin. Họ đã thảo luận về xuất khẩu khí đốt tự nhiên từ Azerbaijan sang Đức và Liên minh châu Âu. Scholz nói rằng "Azerbaijan đang trở thành một đối tác ngày càng quan trọng đối với cả Đức và Liên minh Châu Âu" và tuyên bố rằng Đức không công nhận khu vực ly khai Armenia Nagorno-Karabakh là một nước cộng hòa độc lập.
Đầu tháng 5 năm 2023, ông gặp Thủ tướng Ethiopia Abiy Ahmed tại Addis Ababa để bình thường hóa quan hệ giữa Đức và Ethiopia vốn đã căng thẳng do Chiến tranh Tigray giữa chính phủ Ethiopia và quân nổi dậy ở Tigray.
Vào tháng 5 năm 2023, Scholz kêu gọi tất cả các bên liên quan giải quyết tranh chấp Síp, leo thang sau Thổ Nhĩ Kỳ xâm lược Síp năm 1974 và sau đó là việc chiếm đóng phần phía bắc của hòn đảo.

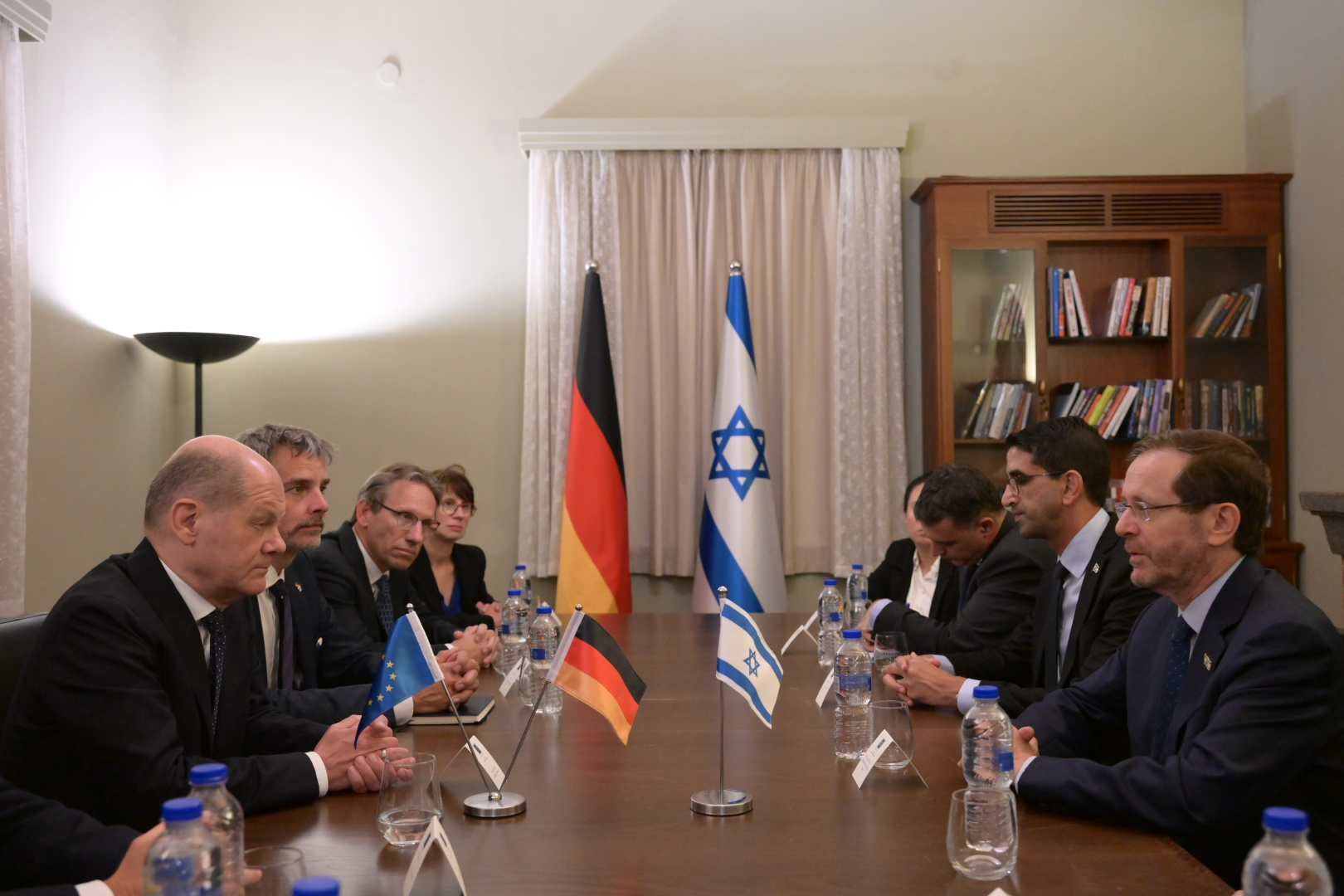
Scholz với Tổng thống Israel Isaac Herzog tại Tel Aviv, ngày 17 tháng 10 năm 2023

Scholz lên án hành động của Hamas trong 2023 cuộc chiến tranh Israel–Hamas và bày tỏ sự ủng hộ của mình đối với Israel và quyền tự vệ của họ. Ông chỉ trích Chính quyền Palestine và Tổng thống Palestine Mahmoud Abbas, nói rằng "sự im lặng của họ là điều đáng xấu hổ."  Vào ngày 17 tháng 10 năm 2023, Scholz đến Israel và cùng ngày cảnh báo Iran và Hezbollah không được tham gia vào cuộc chiến giữa Israel và Hamas. Ông nói rằng "Đức và Israel thống nhất bởi thực tế rằng họ là các quốc gia lập hiến dân chủ. Hành động của chúng tôi dựa trên luật pháp và trật tự, ngay cả trong những tình huống khắc nghiệt."  Vào ngày 12 tháng 11 năm 2023, Scholz bác bỏ lời kêu gọi "ngừng bắn ngay lập tức hoặc tạm dừng lâu dài" trong cuộc chiến của Israel chống lại Hamas ở Dải Gaza, nói rằng điều đó "có nghĩa là cuối cùng Israel sẽ để lại cho Hamas khả năng thu hồi và có được tên lửa mới ".

### Quy định bắt buộc tiêm vắc-xin COVID-19
Trong chiến dịch tranh cử năm 2021, Scholz đã phản đối nhiệm vụ vắc-xin COVID-19. Kể từ cuối tháng 11 năm 2021, ông đã bày tỏ sự ủng hộ đối với việc tiêm chủng bắt buộc đối với người lớn, dự kiến sẽ được quốc hội liên bang bỏ phiếu trong những tháng đầu năm 2022 và việc đóng cửa các cửa hàng bán lẻ không thiết yếu đối với người lớn chưa được tiêm chủng, dựa trên 2G-Regel, được chính quyền tiểu bang ban hành vào tháng 12 năm 2021.
Vào ngày 13 tháng 1 năm 2022, Scholz nói với các nhà lập pháp ở Bundestag rằng Đức nên bắt buộc tiêm chủng ngừa COVID-19 đối với tất cả người lớn. Cuối tháng đó, ông cảnh báo rằng coronavirus sẽ không biến mất một cách "thần kỳ" và nói rằng Đức sẽ không thể thoát khỏi đại dịch nếu không bắt buộc tiêm chủng. Phe đối lập Liên minh Dân chủ Cơ đốc giáo chỉ trích chính phủ vì đã không đưa ra quyết định chắc chắn về nhiệm vụ tiêm chủng. Đảng cực hữu Thay thế cho nước Đức muốn chính phủ của Scholz cấm quy định về vắc xin.

### Quan hệ với Ba Lan

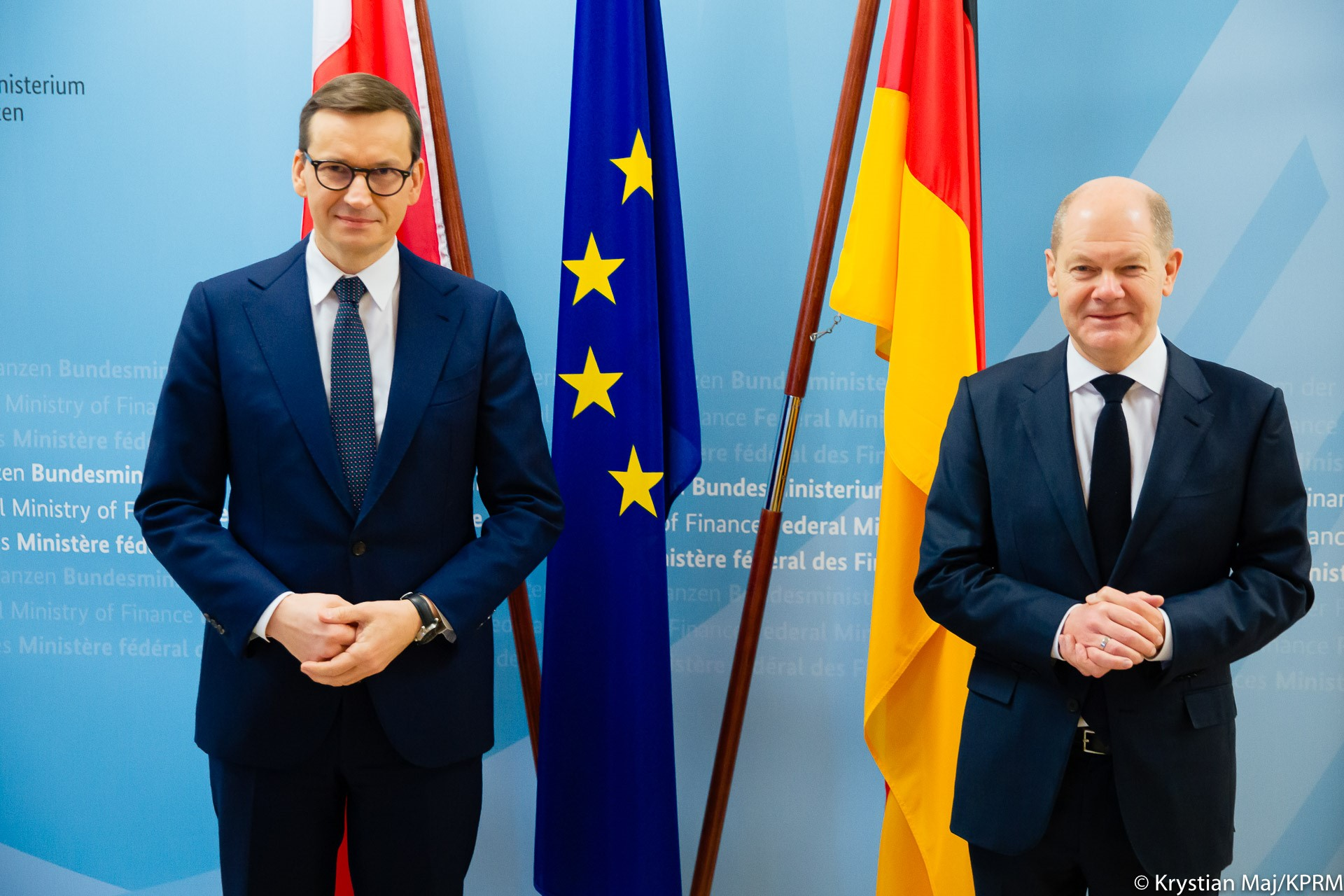
Scholz và Thủ tướng Ba Lan Morawiecki vào năm 2021

Vào tháng 12 năm 2021, Scholz bác bỏ yêu cầu của chính phủ Ba Lan về việc yêu cầu thêm các khoản bồi thường trong Thế chiến thứ hai. Do hậu quả của sự xâm lược của Đức Quốc xã trong Chiến tranh thế giới thứ hai, Ba Lan mất khoảng 1/5 dân số và phần lớn ngành công nghiệp cũng như cơ sở hạ tầng của nước này bị phá hủy. bị phá hủy. Như một sự đền bù, Ba Lan đã được trao phần lớn Đông Đức tại Hội nghị Potsdam năm 1945. Theo chính phủ Đức, không có cơ sở pháp lý cho việc bồi thường thêm. Trong cuộc gặp với Thủ tướng Ba Lan Mateusz Morawiecki, Scholz nói "Chúng tôi đã ký kết các hiệp ước có giá trị và đã giải quyết các vấn đề trong quá khứ cũng như việc bồi thường". Scholz cũng chỉ ra rằng Đức "tiếp tục sẵn sàng đóng góp rất, rất cao cho ngân sách EU", từ đó Ba Lan đã được hưởng lợi đáng kể kể từ khi gia nhập EU.